# 申贝格 (梅克伦堡-前波美拉尼亚州)
申贝格（德語：Schönberg，發音：[ˈʃøːnˌbɛʁk] ⓘ）是德国梅克伦堡-前波美拉尼亚州西北梅克伦堡县的城市，面积52.19平方千米，2023年12月31日人口为4,674人。2019年1月1日，市镇洛克维施并入申贝格。